# Saprosites titschacki
Saprosites titschacki är en skalbaggsart som beskrevs av Vladimir Balthasar 1941. Saprosites titschacki ingår i släktet Saprosites och familjen Aphodiidae. Inga underarter finns listade i Catalogue of Life.